# Hertha Firnberg Schule (Volksschule)
Die Hertha Firnberg Schule im Stadtteil Wienerberg City (Wiener Gemeindebezirk Favoriten) ist eine öffentliche Ganztagsvolksschule der Stadt Wien. Das Schulgebäude liegt als niedrigstes Gebäude im Stadtteil an der Hertha-Firnberg-Straße, welche nach Hertha Firnberg, der ersten sozialdemokratischen Ministerin Österreichs, benannt ist.

## Geschichte
Im Rahmen eines Wettbewerbs für ein neues Schulhaus, das im neuen Stadtteil Wienberg City mit damals ca. 1000 Wohnungen sowie Büro- und Gewerberäumlichkeiten für ca. 2000 Beschäftigte aufdrängte und rund 300 Schülern Platz bieten sollte, hatte sich im Jahr 2002 die Stadt Wien für das eingereichte Projekt des österreichischen Architekten Christoph Karl entschieden. Im Jahr 2005 wurde das Schulhaus nach den Plänen des Wiener Architekturbüros Christoph Karl & Andreas Bremhorst fertig erstellt, welches sich damit im Buch Best Architects 08 präsentierte.